# Patricia Bath
Patricia Era Bath (New York, 4 novembre 1942 – San Francisco, 30 maggio 2019) è stata un'oculista, filantropa e inventrice statunitense.
È stata la prima donna afroamericana a portare a termine la specializzazione in oftalmologia, la prima donna docente del Dipartimento di Oftalmologia del Jules Stein Eye Institute dell'UCLA e la prima dottoressa afroamericana a ricevere un brevetto medico. Può essere considerata una pioniera della chirurgia laser della cataratta e cofondatrice dell'American Institute for the Prevention of Blindness, in Washington, che ha stabilito che:

## Biografia

### Famiglia
Patricia Era Bath nacque il 4 novembre 1942 ad Harlem, New York, da Rupert Bath, un immigrato di Trinidad, primo macchinista di colore sull'Interborough Rapid Transit Company della metropolitana di New York, e da Gladys Bath nata Elliott, discendente di schiavi africani e nativi americani Cherokee. La madre, casalinga e collaboratrice domestica, investì stipendi e risparmi per la formazione scolastica dei suoi figli. Lei stessa destò nella figlia l'interesse per la scienza acquistandole un set di chimica. In un'intervista rilasciata al Time la Bath racconta:
(Patricia Bath, Time)

### Formazione
Patricia Bath, iscritta alla Charles Evans Hughes High School di New York, lavorò come redattrice del giornale scientifico della scuola. Nel 1959, ispirata dal lavoro di Albert Schweitzer, fu scelta tra studenti provenienti da tutto il Paese per un programma estivo, un seminario di ricerca sul cancro, presso la Yeshiva University sponsorizzato dalla National Science Foundation. Durante il programma, condotto da Rabbi Moshes D. Tendler, la Bath studiò gli effetti dei residui di streptomicina sui batteri. Al termine del progetto poté concludere che il cancro stesso fosse una malattia catabolica e che la crescita del tumore fosse un sintomo; scoprì inoltre un'equazione matematica funzionale alla previsione della crescita delle cellule tumorali. Il dottor Robert Bernard, responsabile del programma, rimase così colpito dalle scoperte della Bath durante il progetto da inserirle in un documento scientifico che presentò durante il Quinto Congresso Internazionale di Nutrizione nell'autunno del 1960. La pubblicità che seguì alle sue scoperte le valse il Merit Award della rivista Mademoiselle nel 1960. Quattro anni dopo ricevette il Bachelor of Arts in chimica presso l'Hunter College di Manhattan. Diplomata al liceo in soli due anni, conseguì una laurea in chimica e fisica nel 1964 presso l'Hunter College nell'Upper East Side di Manhattan, alla quale seguì una laurea con lode in Medicina presso l'Howard University (1968) e uno stage all'Harlem Hospital. L'anno successivo ottenne una borsa di studio in oftamologia presso la Columbia University. Alla fine degli anni Sessanta, durante il suo periodo di specializzazione alla Columbia University e all'Harlem Hospital, la Bath si accorse che i pazienti di colore erano molto più inclini alla cecità rispetto ai pazienti bianchi. Decise dunque di condurre uno studio epidemiologico, al termine del quale concluse che la disparità era dovuta alla mancanza di accesso alle cure oftalmiche. Tali risultati la portarono a proporre in seguito una nuova disciplina, oggi operativa in tutto il mondo: l'oftalmologia comunitaria. Mostrando i risultati della ricerca ai suoi docenti li convinse a praticare interventi oftalmologici chirurgici gratuiti all'Harlem Hospital, offrendosi come assistente chirurgo e assistendo al primo intervento agli occhi effettuato nell'ospedale. Completò la specializzazione in oftalmologia e trapianto della cornea alla Columbia nel 1970 e nel 1973 terminò la sua formazione alla New York University, dove fu la prima afroamericana a specializzarsi in materia.

### Carriera
Dopo la specializzazione si trasferì a Los Angeles nel 1974, divenendo la prima direttrice donna del Dipartimento di Oftalmologia dell'UCLA Stein Eye Institute e assistente professore di chirurgia presso l'attuale Charles R. Drew University of Medicine and Science di Los Angeles. Nel 1977 fu cofondatrice, insieme allo psichiatra Alfred Cannon e al pediatra Aron Ifekwunigwe, dell'American Institute for the Prevention of Bilndness (AIPB), un'organizzazione il cui scopo era quello di preservare e ripristinare la vista. Nel 1977 fondò e svolse l’incarico di direttrice del programma di formazione degli assistenti oftalmici del Dipartimento di Oftalmologia dell'UCLA. Nel 1983 fu nominata presidente del programma di specializzazione in oftalmologia alla Drew/UCLA, diventando di nuovo la prima donna nella storia degli Stati Uniti ad assumere tale posizione. Durante la sua permanenza alla Drew University, lei e i suoi specializzandi praticarono il primo moderno impianto chirurgico della cataratta a Los Angeles al Martin Luther King, Jr. General Hospital. I notevoli risultati conseguiti furono acclamati e pubblicati nel 1986 nel Journal of Cataract and Refractive Surgery. La Bath tenne conferenze in tutto il mondo, tra cui Inghilterra, Francia, Nigeria, Thailandia, Cina, Tanzania, Pakistan e Jugoslavia. Dal 1988 al 1993, si impegnò nello studio privato di oftalmologia a Santa Monica, California, servendo come Visiting Professor e Visiting Scientist e portando avanti la sua ricerca sulla prevenzione della cecità e delle nuove tecnologie chirurgiche in centri prestigiosi come il Rothschild Eye Institute negli Stati Uniti, il Loughborough Institute of Technology in Inghilterra, la Libera Università di Berlino e il Laser Medical Center, entrambi a Berlino Ovest in Germania, l'UC Los Alamos National Laboratory (LANL), il Lawrence Livermore Laboratory presso l'UC Berkeley Campus e il National Naval Research Laboratory. Fu autrice di oltre 100 articoli scientifici e pubblicò capitoli su moderni libri di testo oftalmologici a diffusione mondiale.
Dal 1976 al 1989 fu membro dell'American College of Surgeons, dell'American Academy of Ophthalmology, dell'American Society of Cataract and Refractive Surgery e dell'Association for Research in Vision and Ofthalmology. Nel 1979 la Bath propose e introdusse l'oftalmologia comunitaria come una nuova disciplina medica nel programma dell’AIPB. Nel 1996, all’incontro dell’UNICEF a Ginevra, l’AIPB presentò la sua iniziativa “InSight 2001: provvedere a fornire collirio gratuito ai bambini di tutto il mondo per la prevenzione della cecità.” Nel 1981 concepì il Laserphaco Probe, un laser per la rimozione della cataratta, che le procurò la fama e per il quale, nel 1988 ottenne un brevetto statunitense. Nel 1988 fu eletta alla Hall of Fame dell'Hunter College, nel 1993 fu nominata pioniera della Howard University in Medicina Accademica e membro dello staff medico onorario del Dipartimento di Oftalmologia dell'UCLA Medical Center. Nel 1995 ricevette il NAACP-LDF Black Woman of Achievement Award. Intanto, già dal 1993, Bath si era ritirata dall'UCLA Medical Center, pur sempre continuando a contribuire alla lotta contro la cecità e a sostenere la telemedicina per fornire servizi medici in aree in cui l'assistenza medica era limitata, ricoprendo incarichi presso l'Howard University e la St. George's University di Grenada.

### Morte
Patricia Bath morì all'età di 76 anni il 30 maggio 2019 al Medical Center dell'Università della California, San Francisco a causa di complicazioni dovute al cancro da cui era affetta, lasciando una figlia, Eraka Bath, psichiatra e professoressa associata presso il Dipartimento di Psichiatria della UCLA, un fratello, Rupert, e una nipote.

## Studi epidemiologici
L'elevata incidenza di anomalie oculari tra la popolazione nera, affiancata dalla relativa indisponibilità di servizi oftalmici, causava tassi eccessivi di cecità altrimenti prevenibili o curabili. Uno studio sulle cause e le caratteristiche della cecità fu intrapreso nel 1962 dal National Institute of Neurological Disorders and Stroke, dalla National Society for the Prevention of Blindness, dall'American Foundation for the Blind e dalla Division of Chronic Disease of the US Public Health Service. Il National Eye Institute, fondato nel 1968, continuò lo studio e riportò i dati registrati per gli anni 1968, 1969 e 1970. Le statistiche e i progetti furono elaborati sulla base dei registri della cecità di 16 Stati e, tenuto conto delle statistiche nazionali disponibili, la distribuzione della cecità negli Stati Uniti venne analizzata in relazione alla razza, all'età, al sesso e al nesso eziologico. La prevalenza della cecità negli Stati Uniti risultò essere 147 per 100.000: tra i neri era di 252,7 per 100.000, mentre tra i bianchi di 147,1 per 100.000.

### Tassi di cecità specifici per razza ed età
In generale, si registrò un aumento del tasso di cecità con l'avanzare dell'età. Il tasso di crescita dei casi di cecità, nella fascia di età inferiore ai cinque anni, era di 4,0 per 100.000 rispetto a un tasso di 203,0 per 100.000 nella fascia di età superiore ai 85 anni. Seppur, da un punto di vista puramente statistico, i più alti tassi di cecità registrati tra i neri derivavano in parte dalla maggior anzianità della popolazione di riferimento. In realtà i tassi risultarono notevolmente più alti per i neri rispetto ai bianchi in tutti i gruppi di età considerati, con un massimo registrato nel gruppo di età 45-64 anni. Nonostante vi fosse una tendenza generale all'aumento della cecità con l'avanzare dell'età per entrambe le fasce, il picco comparativo riscontrato tra i neri nel gruppo di età 45-64 era inspiegabile. Il tasso di cecità standardizzato per età risultò simile tra neri e bianchi ai due estremi: i gruppi di età inferiore ai cinque anni e gli ultraottantacinquenni.
Lo spettro della cecità legale inizia con un'acuità visiva di 20/200 e termina con la cecità assoluta, ovvero nessuna percezione della luce. L'analisi comparativa del livello di cecità rivelò che per i neri il livello di cecità era maggiore rispetto a quello dei bianchi. Il livello mediano di visione residua era inferiore per i neri. Tra i bianchi americani, gli incrementi nel registro della cecità erano causati da malattie senili o degenerative della retina. La principale causa di comparsa della cecità tra i neri era invece rappresentata dal glaucoma (malattia né senile né degenerativa), otto volte più comune nei neri rispetto ai bianchi e generalmente prevenibile mediante diagnosi precoci e terapia.

### L'oftalmologia di comunità
(Farmer, Sheperd-Wynn 2012)
L'oftalmologia di comunità rappresentava una nuova disciplina finalizzata alla salute degli occhi e alla prevenzione della cecità, il cui obiettivo era quello di sviluppare un programma sistematico la cui pianificazione iniziale avrebbe dovuto comprendere un'approfondita valutazione epidemiologica e demografica per precisare l'entità della cecità nella comunità. Sulla base dei risultati specifici di questa valutazione sarebbe stato possibile sviluppare programmi mirati ad una determinata comunità. Si delineavano le due componenti essenziali per qualsiasi programma di oftalmologia di comunità: l'educazione alla salute del consumatore e i programmi di screening out-reach. La comunità doveva essere capace di riconoscere i segni premonitori delle malattie degli occhi al fine di effettuare una diagnosi precoce. I programmi di sensibilizzazione, soprattutto lo screening del glaucoma, risultavano essere necessari nelle comunità ad alto rischio. Questo approccio è ora usato in molte comunità nel mondo per garantire a tutti cure oftalmiche a prescindere dalla disponibilità economica.

## Invenzioni

### Laserphaco Probe
Il Laserphaco Probe ("phaco" abbreviazione di PHotoAblative Cataract surgery), è un dispositivo medico che è riuscito a migliorare l'ablazione laser e la rimozione della cataratta. Completato nel 1986 e brevettato nel 1988, ha reso la Bath la prima donna afroamericana a ricevere un brevetto medico. La funzione dello Laserphaco Probe è quella di sciogliere rapidamente e in modo indolore la cataratta (causa di possibile cecità parziale o totale) attraverso l'utilizzo di un dispositivo a raggi laser, dispositivo che inoltre irriga e deterge l'occhio per consentire l'inserimento di una nuova lente. Prima del suo brevetto si ricorreva agli ultrasuoni per la rimozione della cataratta, metodo che poteva però causare gravi danni. L'invenzione della Bath è stata riconosciuta dall’U.S. Patent and Trademark Office (USTO) nel 2014 come uno dei più importanti risultati nel campo dell’oftalmologia.

### Lista dei brevetti U.S.
- Brevetto U.S. 4.744.360: Apparecchio per l'ablazione e la rimozione delle lenti della cataratta (17 maggio 1988)[21][22]
- Brevetto U.S. 5.843.071: Metodo e apparecchio per l'ablazione e la rimozione delle lenti della cataratta (1 dicembre 1998)[21][22]
- Brevetto U.S. 5.919.186: Apparecchio laser per la chirurgia delle lenti per cataratta (6 luglio 1999)[21][22]
- Brevetto U.S. 6.083.192: metodo ad ultrasuoni pulsati per frammentare/emulsionare e rimuovere lenti catarattose (4 luglio 2000)[21][22]
- Brevetto U.S. 6.544.254: Combinazione di ultrasuoni e laser, metodo e apparato per la rimozione delle lenti per la cataratta (8 aprile 2003)[21]

## Lotta per l'uguaglianza e i contributi umanitari
Il percorso della Bath per diventare la prima dottoressa afroamericana a ricevere un brevetto medico negli Stati Uniti ne fa una pioniera. I suoi studi sul differente tasso di cecità tra neri e bianchi la impegnarono per tutta la vita a fornire cure oculistiche di qualità anche ai meno abbienti. Nei primi anni 80 iniziò a lavorare su quello che poi sarebbe stato il Laserphaco Probe, ma solo cinque anni dopo la Bath riuscì ad ottenere un brevetto nonostante le critiche mosse dai suoi detrattori. L'Ufficio brevetti e marchi degli Stati Uniti ha affermato in un comunicato stampa del 2014 che il suo lavoro "ha contribuito a ripristinare e a migliorare la vista a milioni di pazienti in tutto il mondo". Per portare a termine la sua ricerca ed ottenere il suo primo brevetto, la Bath si prese un anno sabbatico in Europa per sfuggire al razzismo e al sessismo del mondo accademico e scientifico americano. Nonostante il successo del suo lavoro, non è mai stata universalmente celebrata. Lei stessa affermò infatti:
(Patricia Bath, Time)
(Patricia Bath)
Nonostante le varie politiche universitarie che condannavano ogni tipo di discriminazione e esaltavano l'uguaglianza, la Bath fu costretta ad affrontare vari episodi di sessismo e razzismo: episodio significativo avvenne quando, ricevuta la cattedra alla UCLA e alla Drew, le venne proposto un ufficio nel seminterrato accanto alla stanza in cui venivano tenuti gli animali da laboratorio, che lei rifiutò: "Non ho detto che fosse razzista o sessista. Ho detto che era inappropriato e sono riuscita ad ottenere un ufficio accettabile. Ho deciso che avrei fatto solo il mio lavoro." La Bath fu sempre determinata a impedire che le varie discriminazioni ostacolassero il suo lavoro e i suoi sforzi contro i "soffitti di vetro" degli Stati Uniti. Nel 2018 partecipò al programma televisivo Good Morning America, durante il quale raccontò gli episodi di razzismo e di sessismo subiti. "Ho avuto alcuni ostacoli, ma ho dovuto scrollarmeli di dosso", affermò lei stessa, "Questo è il rumore e devi ignorarlo e tenere gli occhi concentrati sul premio." Nel 2019 la Bath alla Commissione giudiziaria sui pionieri e gli Einstein perduti, evidenziò la disparità di genere responsabile del minor numero di donne inventrici. Giustapponendo le proprie esperienze a quelle di donne della storia come Katherine Johnson, Rosalind Franklin, Esther Lederberg, Lise Meitner, Chien-Shiung Wu e Nettie Stevens, raccontò episodi in cui il suo contributo alla scienza non le era stato riconosciuto adeguatamente: ad esempio quando, nel 1990, venne pubblicato uno studio da parte di alcuni ricercatori della Hopkins University, in cui erano riportati i suoi stessi risultati ma il suo lavoro precedente non era nemmeno citato. Bath terminò dicendo: 
(Patricia Bath)

## Scritti principali
- (EN) Patricia Bath, Rationale for a Program in Community Ophthalmology, in Journal of the  National Medical Association, vol. 71, n. 2, Los Angeles, 1979,  pp. 145-148.
- (EN) Patricia Bath, Apparatus for ablating and removing cataract lenses (PDF), 25 aprile 1989.